# یخچال تپه جنوبی
یخچال تپه جنوبی مربوط به دوران‌های تاریخی پس از اسلام است و در شهرستان بهشهر، بخش مرکزی، روستای حسین‌آباد واقع شده و این اثر در تاریخ ۱۰ خرداد ۱۳۸۲ با شمارهٔ ثبت ۸۸۱۹ به‌عنوان یکی از آثار ملی ایران به ثبت رسیده است.